# 이바 란데카
이바 란데카(크로아티아어: Iva Landeka, 1989년 10월 3일 ~ )는 보스니아 헤르체고비나 출생 크로아티아의 여자 축구 선수로 현재 프랑스 디비지옹 1 페미닌의 몽펠리에 HSC에서 미드필더로 활동하고 있다.

## 수상

### 클럽
FC 로셍오르드
- 다말스벤스칸 : 우승 (2019), 준우승 (2016, 2017)
- 스웨덴 여자컵 : 우승 (2016-17, 2017-18)